# Convair B-36 Peacemaker
Convair B-36 "Peacemaker" foi um bombardeiro estratégico pesado produzido pela Convair em parceria com a Boeing, durante os anos de 1946 e 1954. Apelidado de "Peacemaker" (pacificador), foi operado pela Força Aérea Americana entre 1949 e 1959.
Era até então, uma das maiores aeronaves produzidas durante aquele tempo, e seu grande alcance, de 16.000 km, o B-36 era o primeiro bombardeiro tripulado do mundo com um alcance intercontinental sem reabastecimento.
O B-36 foi o principal avião de lançamento de armas nucleares do Comando Aéreo Estratégico Americano, até que foi substituído pelo Boeing B-52 Stratofortress.
O B-36 estabeleceu o padrão para alcance e carga útil para bombardeiros dos EUA intercontinentais subsequentes.

## Galeria

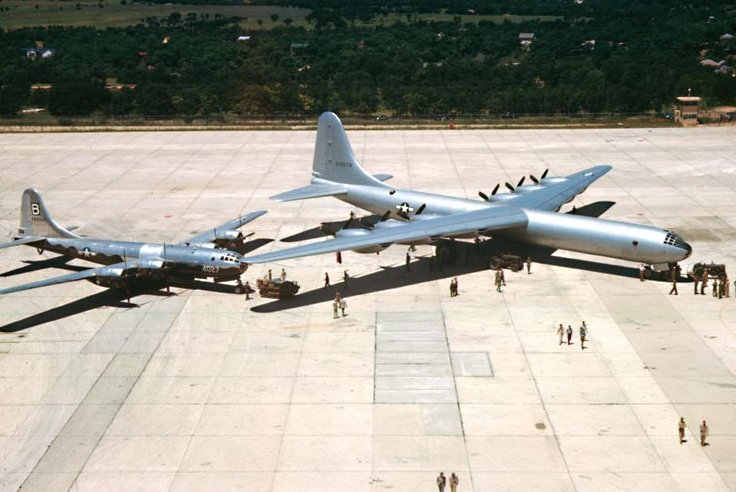
Um B-36 ao lado de um Boeing B-29 Superfortress.
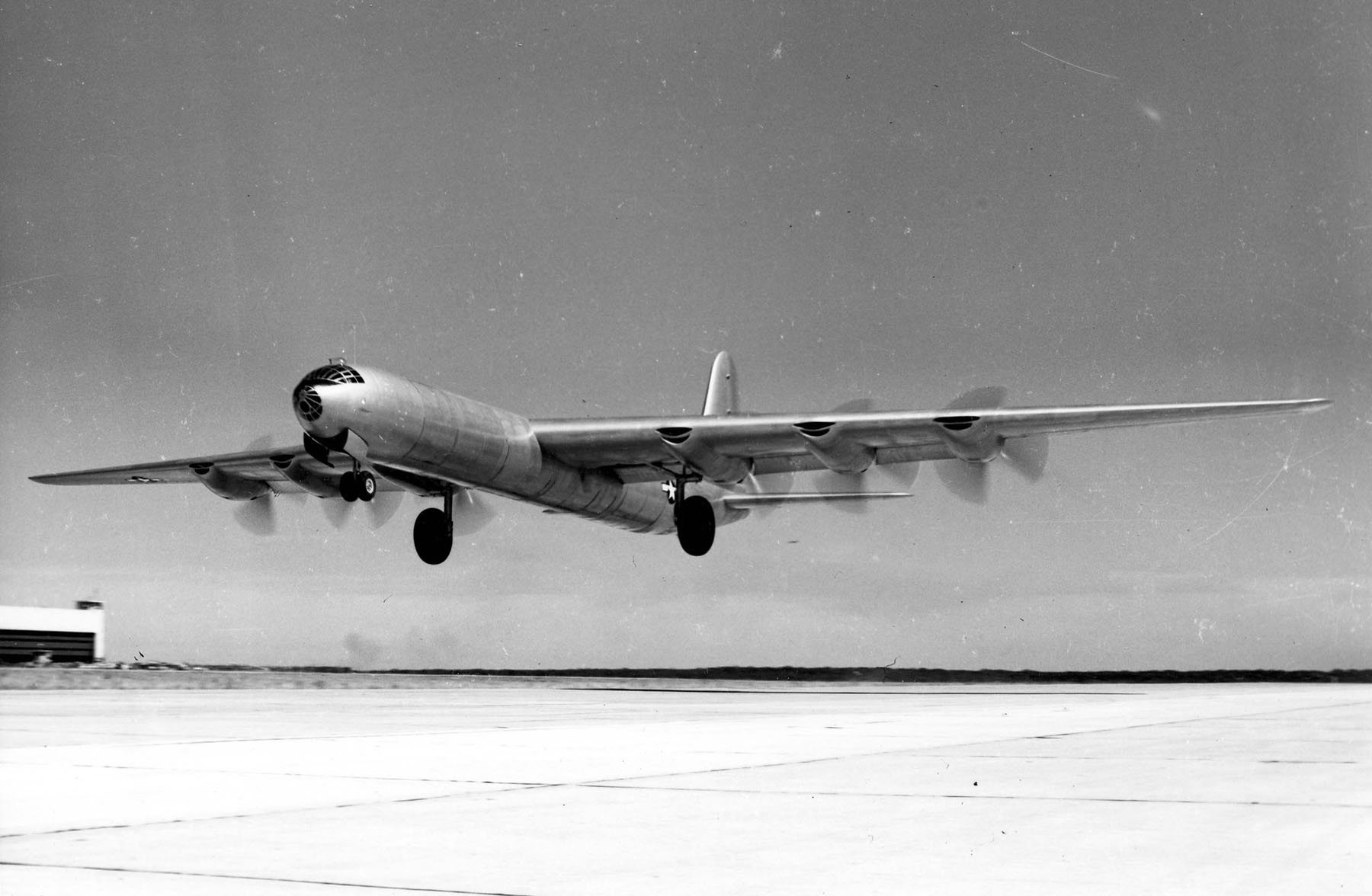
B-36 mostrando trem de aterrissagem com pneus simples gigantes ao invés de pneus duplos como os de hoje.
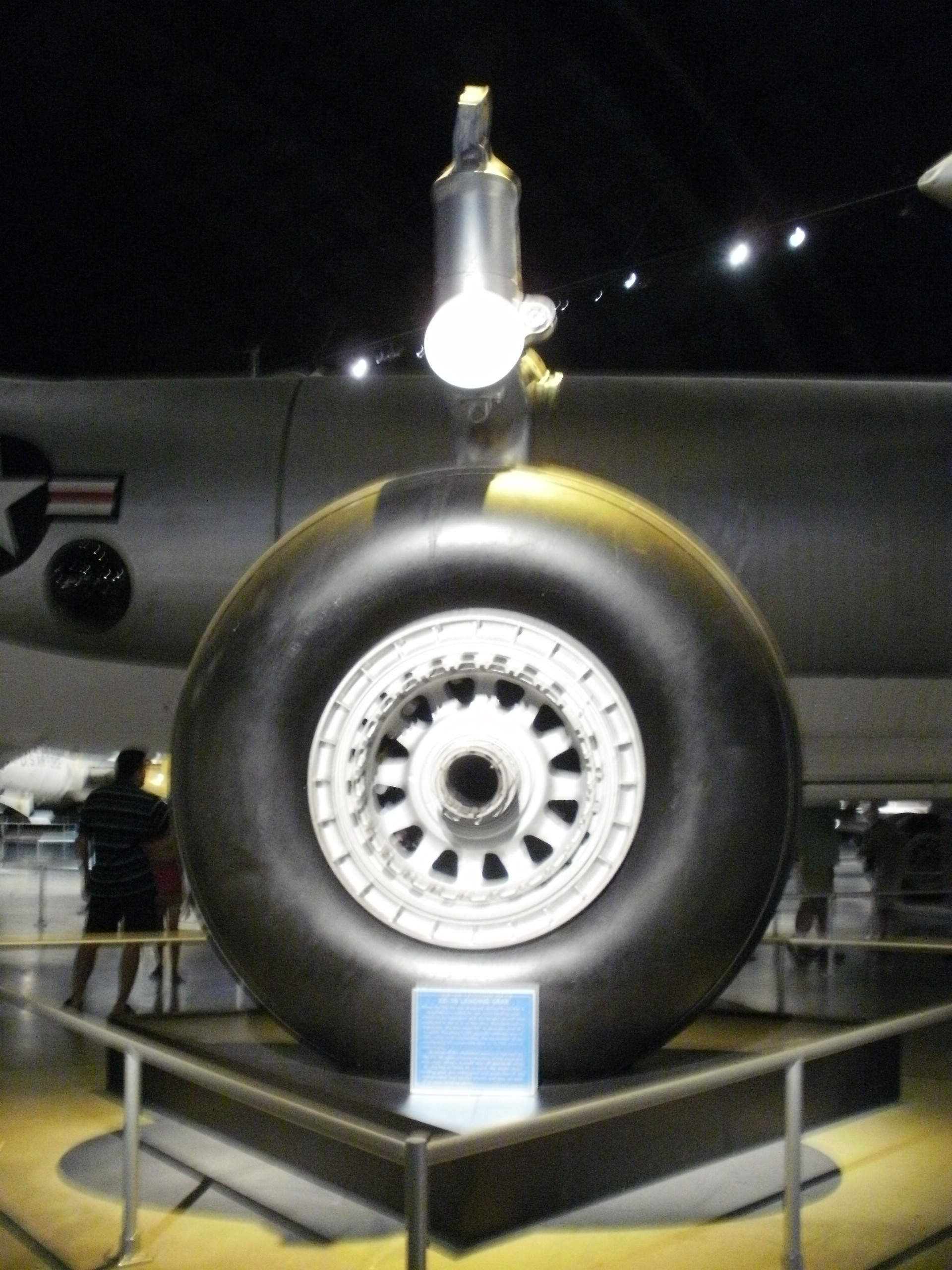
Primeiro modelo de trem de pouso do B36, porem trocado pelo modelo de 4 rodas devido ao excesso de peso concentrado, que afundava o asfalto das pistas de pouso.
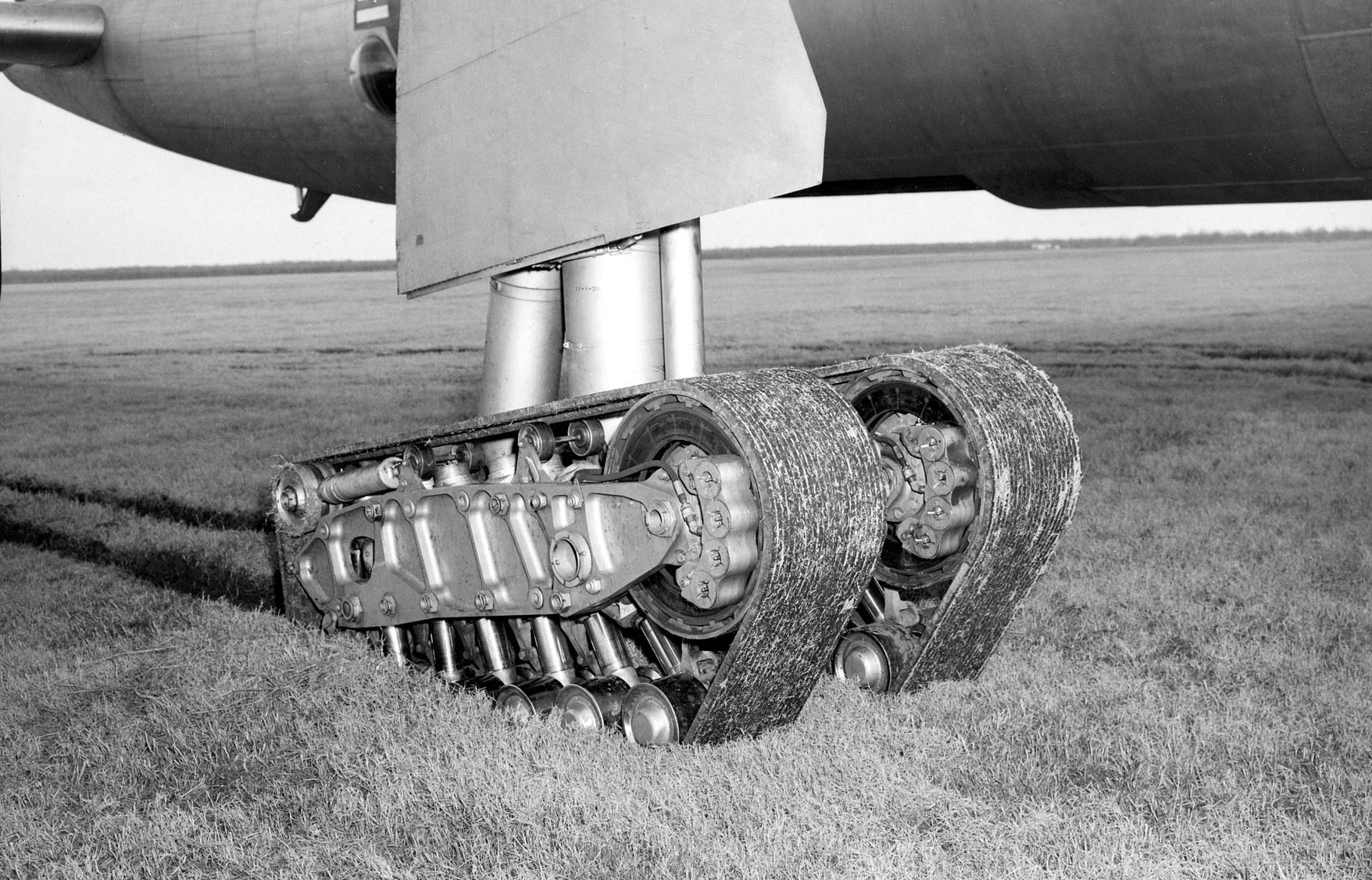
Trem de pouso experimental usado no B-36.
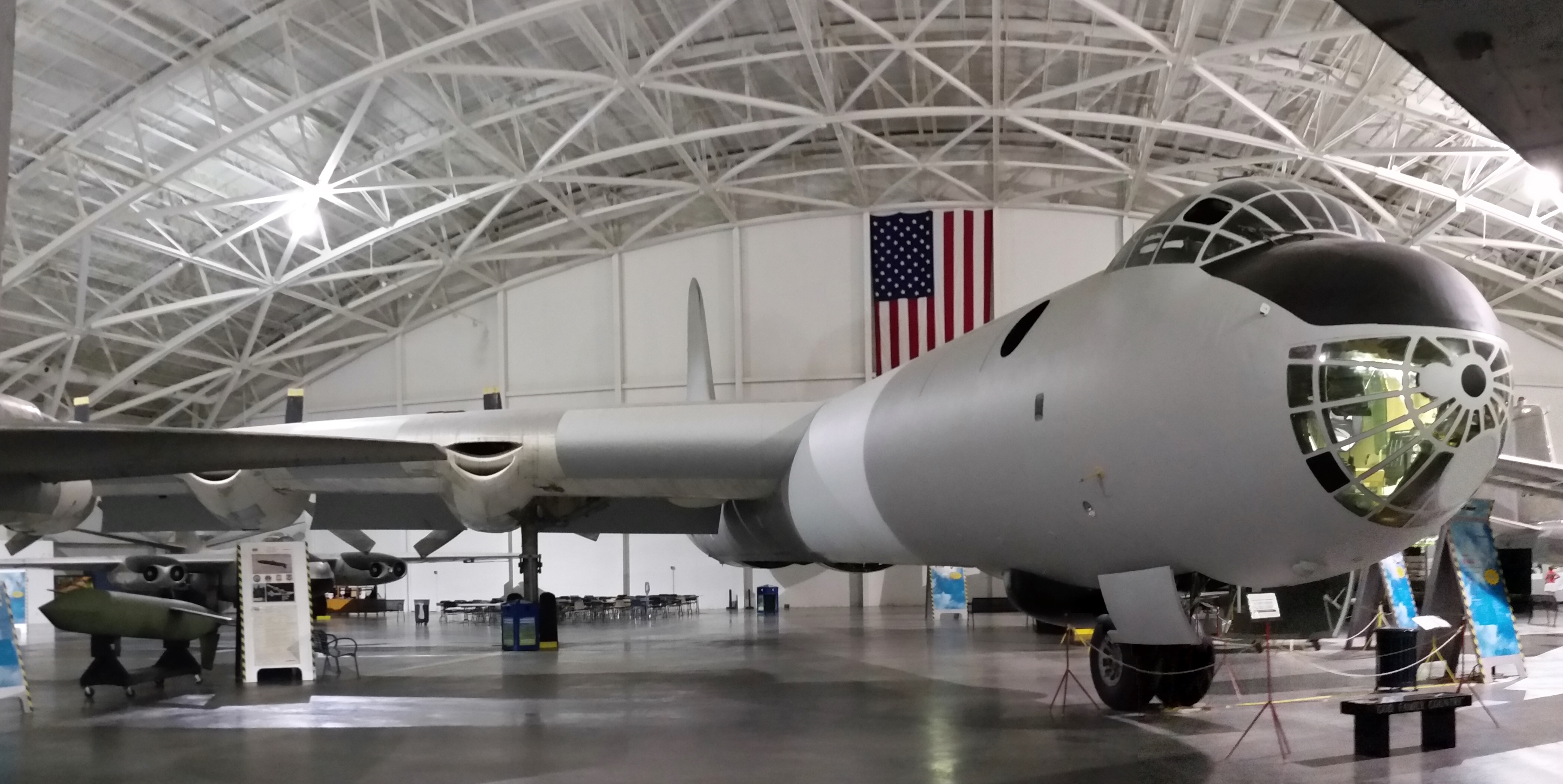
Um B-36J exposto no Strategic Air and Space Museum.
- Vídeo da construção e atribuições do B-36.